# Назаренко, Артур Александрович
Артур Александрович Назаренко (бел. Артур Аляксандравіч Назаранка; род. 10 февраля 2004, Минск) — белорусский футболист, полузащитник клуба «Минск».

## Карьера
Воспитанник футбольной академии «Минска». В 2022 году футболист стал выступать за дублирующий состав клуба. В июле 2023 года футболист стал подтягиваться к играм с основной командой. Дебютировал за клуб 11 августа 2023 года в матче против «Слуцка», выйдя на замену на 89 минуте. В октябре 2023 года футболист продлил свой контракт ч клубом до конца июня 2024 года. На протяжении сезона футболист был одним из основных игроков столичного клуба, чередуя матчи в стартовом составе и со скамейки запасных, результативными действиями не отличившись. По итогу сезона футболист вместе с клубом завершил чемпионат на итоговом девятом месте.
Новый сезон за клуб футболист начал 3 марта 2024 года с четвертьфинального матча Кубка Беларуси против гродненского «Немана». Первый матч в чемпионате футболист сыграл 16 марта 2024 года против борисовского БАТЭ, выйдя на поле в стартовом составе.

## Международная карьера
В марте 2024 года футболист получил вызов в молодёжную сборную Беларуси для участия в квалификационных матчах молодёжного чемпионата Европы. Дебютировал за сборную футболист 22 марта 2024 года в матче против сборной Греции.

## Достижения
«Минск-2»
- Победитель Второй лиги: 2024

«Неман» Гродно
- Обладатель Кубка Беларуси: 2024/25